# Gruppo di NGC 1174
Il Gruppo di NGC 1174 comprende tre galassie situate nella costellazione di Perseo.
La distanza media tra il centro di massa di questo gruppo e la nostra Via Lattea è di circa 123 milioni di anni luce (37,8 Mpc).

## Membri
Le galassie componenti il gruppo, nell'ordine indicato nell'articolo di Garcia del 1993, sono elencate nella tabella sottostante.
| Nome     | Classificazione | Tipo                | RA (J2000.0)  | DEC (J2000.0) | Velocità radiale (km/s) | Magnitudine apparente | Distanza (Mpc) | Dimensioni (kal) |
| -------- | --------------- | ------------------- | ------------- | ------------- | ----------------------- | --------------------- | -------------- | ---------------- |
| NGC 1171 | Scd?            | Spirale             | 03h 03m 59.0s | 43° 23′ 54″   | 2742 ± 5                | 12,3                  | 37,9 ± 2,7     | 81               |
| NGC 1174 | SB(r)bc?        | Spirale barrata     | 03h 05m 30.8s | 43° 23′ 54″   | 2740 ± 5                | 11,4                  | 37,9 ± 2,7     | 123              |
| IC 284   | SAdm            | Spirale magellanica | 03h 06m 09.9s | 42° 22′ 19″   | 2722 ± 6                | 11,5                  | 37,6 ± 2,6     | 121              |

Il sito DeepskyLog permette di trovare agevolmente le costellazioni in cui sono situate le galassie; in alternativa si possono utilizzare le coordinate delle galassie per individuarle. Se non altrimenti indicato, le coordinate sono quelle fornite dal sito NASA/IPAC (National Aeronautics and Space Administration / Infrared Processing and Analysis Center).